# Sichuan

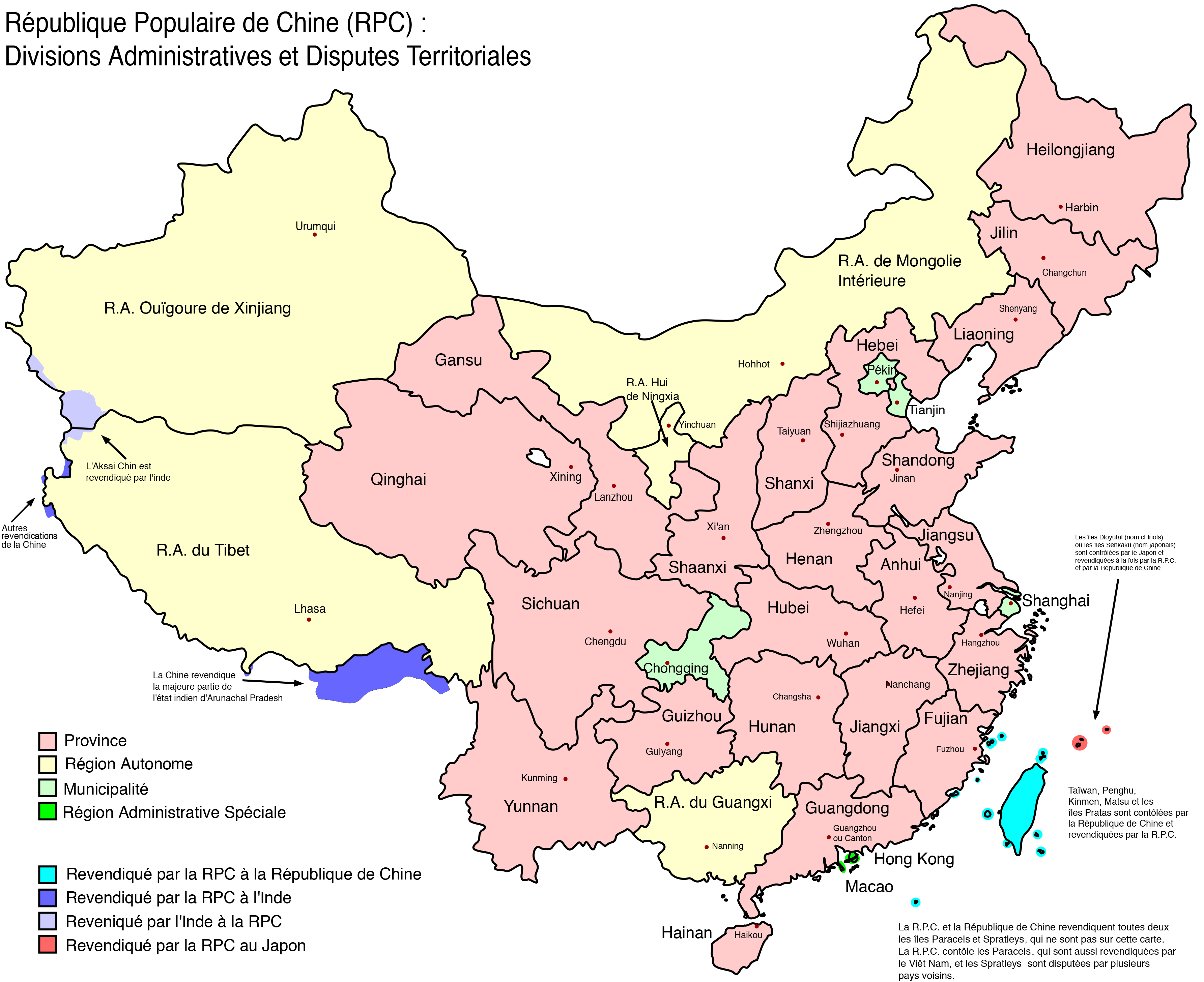
Divisions administratives et disputes territoriales de la république populaire de Chine

Le Sichuan (en chinois : 四川 ; pinyin : Sìchuān ; Wade : Ssŭ-chʻuan ; EFEO : Setchouan ; en pinyin postal : Szechwan « Quatre rivières ») est une province de la république populaire de Chine, située dans la région sud-ouest du pays, dont le chef-lieu est Chengdu.

## Toponymie
Le nom fait référence au Min, au Tuo, au Jialing et au Wu, les quatre affluents du Yangzi Jiang.
Anciennement romanisé en « Sétchouan », il était aussi appelé « Chine occidentale » par les missions protestantes.[réf. souhaitée]

## Géographie

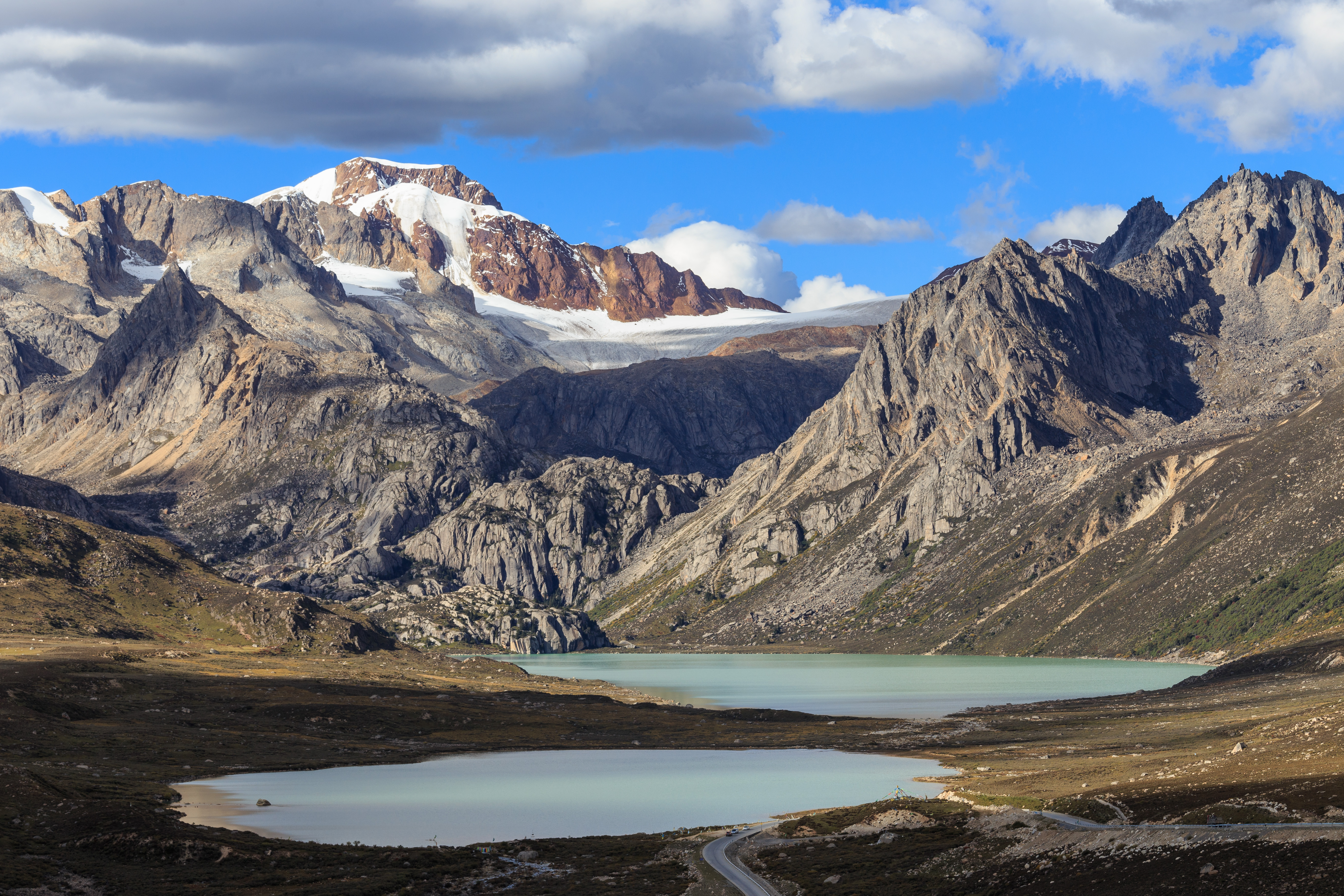
Deux lacs dans le Batang (Sichuan).

La province du Sichuan se situe au nord du Yunnan, à l'est du Tibet, au sud du Qinghai, du Gansu et du Shaanxi, à l'ouest de la municipalité du Chongqing et au nord-est du Guizhou.
Le Sichuan est une région très montagneuse, et l'accès à cette province a toujours été difficile. Ses sommets hauts de 6 000, voire 7 000 mètres, plus anciens que ceux de l'Himalaya tout proche, émergent d'une couche brumeuse et humide qui favorise le développement d'une végétation particulièrement épaisse.
Un proverbe chinois dit : « Le chemin du Sichuan est plus difficile que de monter au ciel (蜀道难于上青天). » Un second proverbe célèbre (蜀犬吠日) fait allusion au temps constamment nuageux de cette province ; la traduction littérale est : « Au pays de Shu, le chien aboie quand le Soleil apparaît (le Soleil est pareil à un étranger que le chien n'a jamais vu). ».

### Bassin du Sichuan
Entouré de montagnes nées d'une série de collisions tectoniques, le bassin du Sichuan est drainé par le plus long fleuve d'Asie, le Yangzi Jiang. La mosaïque de vieilles montagnes granitiques et de bassins qui caractérise le Sud-Est chinois s'est formée il y a 140 à 65 millions d'années quand la poussée des plaques tectoniques a façonné l'Asie du Sud-Est.

## Histoire
Les plus anciennes traces de civilisation au Sichuan viennent de la culture de Sanxingdui (三星堆), qui date de 1700-1000 av. J.-C. Par la suite, se développent le royaume de Ba (巴) dans la région de Chongqing et le royaume de Shu (蜀) dans la région de Chengdu. L'existence de Shu était inconnue jusqu'aux découvertes archéologiques de 1986 dans un petit village appelé Sanxingdui (三星堆, sān xīng duī), dans le district de Guang'an.
Le nom actuel de cette province, date de la 4e année de la période Xianping (zh), de l'empereur Song Zhenzong, soit l'an 1001, c'est l'abréviation de « quatre routes des gorges des fleuves » 川峽四路 / 川峡四路, chuān xiá sì lù.
Le « Jiaozi » (交子, jiāozi) du Sichuan est considéré comme le premier billet de banque papier au monde, crée en 1023, il subit un déclin de sa considération de fiabilité, à la suite de poursuites judiciaires et est remplacé par la monnaie nationale, sous la dynastie Song du Sud. La dynastie Tang utilisait déjà une monnaie papier. C'est plus de 600 ans[Quand ?] plus tôt que le premier billet de banque européen, un produit suédois,.
Une partie de l'Ouest du Sichuan est, à partir de 1939 déplacée dans la province du Xikang, avant d'y revenir en 1955.
Le Sichuan est la province où la Grande famine a été la plus longue, de 1958 à l'automne 1961. Les données officielles pour le Sichuan citées par le Chinois Yang Jisheng, auteur de Stèles. La Grande Famine en Chine, 1958-1961, font état de 7 970 100 morts non naturelles et 6 191 900 naissances non advenues. Yang Jisheng lui-même estime le nombre de morts non naturelles (c'est-à-dire de faim) entre 10 et 12 millions et le nombre de naissances non advenues entre 4 et 8 millions.
Le 12 mai 2008, la province a été l'épicentre (près de Wenchuan) d'un tremblement de terre, d'une magnitude de 7,9 sur l'échelle de Richter. Le dernier bilan officiel du séisme, en date du 25 mai 2008, dépasse les 60 000 morts. Le 19 mai, les autorités ont décrété trois jours de deuil national.
En 2011, 11 moines se sont immolés « pour protester contre la politique du gouvernement chinois à l'encontre des Tibétains ».
En juillet 2013, à l'occasion du 78e anniversaire du dalaï-lama, la police tire sur des moines tibétains dont 2 sont grièvement blessés. Selon l'ONG, Campagne internationale pour le Tibet, les policiers ont tiré et fait usage de gaz lacrymogènes pour disperser la manifestation regroupant environ un millier de moines, nonnes et fidèles bouddhistes.

## Politique et administration
La province du Sichuan est divisée en une ville sous-provinciale, Chengdu, qui en est la capitale, 17 villes-préfectures, une préfecture autonome tibétaine, une préfecture autonome tibétaine et Qiang, ainsi qu'une préfecture autonome Yi.
| Subdivisions administratives du Sichuan | Subdivisions administratives du Sichuan | Subdivisions administratives du Sichuan      | Subdivisions administratives du Sichuan                                                    | Subdivisions administratives du Sichuan | Subdivisions administratives du Sichuan | Subdivisions administratives du Sichuan | Subdivisions administratives du Sichuan | Subdivisions administratives du Sichuan | Subdivisions administratives du Sichuan | Subdivisions administratives du Sichuan | Subdivisions administratives du Sichuan | Subdivisions administratives du Sichuan | Subdivisions administratives du Sichuan |
| --------------------------------------- | --------------------------------------- | -------------------------------------------- | ------------------------------------------------------------------------------------------ | --------------------------------------- | --------------------------------------- | --------------------------------------- | --------------------------------------- | --------------------------------------- | --------------------------------------- | --------------------------------------- | --------------------------------------- | --------------------------------------- | --------------------------------------- |
| District Xian                           |                                         |                                              |                                                                                            |                                         |                                         |                                         |                                         |                                         |                                         |                                         |                                         |                                         |                                         |
| No.                                     | Code subdivision                        | Préfecture                                   | chinois Hanyu Pinyin                                                                       | Superficie en km2                       | Population 2010                         | Densité                                 | Siège                                   | Subdivisions                            | Subdivisions                            | Subdivisions                            | Subdivisions                            |                                         |                                         |
| No.                                     | Code subdivision                        | Préfecture                                   | chinois Hanyu Pinyin                                                                       | Superficie en km2                       | Population 2010                         | Densité                                 | Siège                                   | Districts                               | Xians autonomes                         | Xians                                   | villes-district                         |                                         |                                         |
|                                         | 510000                                  | Province du Sichuan                          |                                                                                            | 485 000 km²                             | 80 418 200                              |                                         | Chengdu                                 | 54                                      | 107                                     | 4                                       | 18                                      |                                         |                                         |
| 9                                       | 510100                                  | Chengdu                                      | 成都市 (Chéngdū shì)                                                                       | 12 163,16 km²                           | 14 047 625                              |                                         | District de Wuhou                       | 11                                      | 4                                       |                                         | 5                                       |                                         |                                         |
| 17                                      | 510300                                  | Zigong                                       | 自贡市 (Zìgòng shì)                                                                        | 4 373,13 km²                            | 2 678 898                               |                                         | District de Ziliujing                   | 4                                       | 2                                       |                                         |                                         |                                         |                                         |
| 21                                      | 510400                                  | Panzhihua                                    | 攀枝花市 (Pānzhīhuā shì)                                                                   | 7 423,42 km²                            | 1 214 121                               |                                         | district de Dong                        | 3                                       | 2                                       |                                         |                                         |                                         |                                         |
| 19                                      | 510500                                  | Luzhou                                       | 泸州市 (Lúzhōu shì)                                                                        | 12 233,58 km²                           | 4 218 426                               |                                         | District de Jiangyang                   | 3                                       | 4                                       |                                         |                                         |                                         |                                         |
| 10                                      | 510600                                  | Deyang                                       | 德阳市 (Déyáng shì)                                                                        | 5 951,55 km²                            | 3 615 759                               |                                         | District de Jingyang                    | 2                                       | 1                                       |                                         | 3                                       |                                         |                                         |
| 3                                       | 510700                                  | Mianyang                                     | 绵阳市 (Miányáng shì)                                                                      | 20 267,46 km²                           | 4 613 862                               |                                         | District de Fucheng                     | 3                                       | 4                                       | 1                                       | 1                                       |                                         |                                         |
| 4                                       | 510800                                  | Guangyuan                                    | 广元市 (Guǎngyuán shì)                                                                     | 16 313,70 km²                           | 2 484 125                               |                                         | District de Shizhong                    | 3                                       | 4                                       |                                         |                                         |                                         |                                         |
| 11                                      | 510900                                  | Suining                                      | 遂宁市 (Suìníng shì)                                                                       | 5 323,85 km²                            | 3 252 551                               |                                         | District de Chuanshan                   | 2                                       | 2                                       |                                         | 1                                       |                                         |                                         |
| 16                                      | 511000                                  | Neijiang                                     | 内江市 (Nèijiāng shì)                                                                      | 5 385,33 km²                            | 3 702 847                               |                                         | District de Shizhong                    | 2                                       | 2                                       |                                         | 1                                       |                                         |                                         |
| 15                                      | 511100                                  | Leshan                                       | 乐山市 (Lèshān shì)                                                                        | 12 827,49 km²                           | 3 235 756                               |                                         | District de Shizhong                    | 4                                       | 4                                       | 2                                       | 1                                       |                                         |                                         |
| 5                                       | 511300                                  | Nanchong                                     | 南充市 (Nánchōng shì)                                                                      | 12 479,96 km²                           | 6 278 622                               |                                         | District de Shunqing                    | 3                                       | 5                                       |                                         | 1                                       |                                         |                                         |
| 13                                      | 511400                                  | Meishan                                      | 眉山市 (Méishān shì)                                                                       | 7 173,82 km²                            | 2 950 548                               |                                         | District de Dongpo                      | 2                                       | 4                                       |                                         |                                         |                                         |                                         |
| 18                                      | 511500                                  | Yibin                                        | 宜宾市 (Yíbīn shì)                                                                         | 13 293,89 km²                           | 4 472 001                               |                                         | District de Cuiping                     | 3                                       | 7                                       |                                         |                                         |                                         |                                         |
| 12                                      | 511600                                  | Guang'an                                     | 广安市 (Guǎng'ān shì)                                                                      | 6 301,41 km²                            | 3 205 476                               |                                         | District de Guang'an                    | 2                                       | 3                                       |                                         | 1                                       |                                         |                                         |
| 7                                       | 511700                                  | Dazhou                                       | 达州市 (Dázhōu shì)                                                                        | 16591,00 km²                            | 5 468 092                               |                                         | District de Tongchuan                   | 2                                       | 4                                       |                                         | 1                                       |                                         |                                         |
| 8                                       | 511800                                  | Ya'an                                        | 雅安市 (Yǎ'ān shì)                                                                         | 15 213,28 km²                           | 1 507 264                               |                                         | District de Yucheng                     | 2                                       | 6                                       |                                         |                                         |                                         |                                         |
| 6                                       | 511900                                  | Bazhong                                      | 巴中市 (Bāzhōng shì)                                                                       | 12 301,26 km²                           | 3 283 771                               |                                         | District de Bazhou                      | 2                                       | 3                                       |                                         |                                         |                                         |                                         |
| 14                                      | 512000                                  | Ziyang                                       | 资阳市 (Zīyáng shì)                                                                        | 7 962,56 km²                            | 3 665 064                               |                                         | District de Yanjiang                    | 1                                       | 2                                       |                                         |                                         |                                         |                                         |
| 2                                       | 513200                                  | Préfecture autonome tibétaine et qiang d'Aba | 阿坝藏族羌族自治州 Ābà tibétain : rNga-ba                                                  | 82 383,32 km²                           | 898 713                                 |                                         | Barkam                                  |                                         | 12                                      |                                         | 1                                       |                                         |                                         |
| 1                                       | 513300                                  | Préfecture autonome tibétaine de Garzê       | 甘孜藏族自治州                                                                             | 147 681,37 km²                          | 1 091 872                               |                                         | Kangding                                |                                         | 17                                      |                                         | 1                                       |                                         |                                         |
| 20                                      | 513400                                  | Préfecture autonome yi de Liangshan          | chinois : 凉山彝族自治州 ; pinyin : liángshān yízú zìzhìzhōu (Gānzī) tibétain : dKar-mdzes | 60 422,67 km²                           | 4 532 809                               |                                         | Xichang                                 |                                         | 15                                      | 1                                       | 1                                       |                                         |                                         |
| Ville sous-provinciale                  |                                         |                                              |                                                                                            |                                         |                                         |                                         |                                         |                                         |                                         |                                         |                                         |                                         |                                         |

### Principales villes
La province dispose d'une population fortement urbanisée (69 %) avec 23 villes de plus de 0,5 million d'habitants (2018). La plus importante est Chengdu, capitale de la province peuplée d'environ 9 millions habitants.
| Agglomération | Population de l'agglomération millions (2017) | Chinois | Rang (Chine) | Superficie | Densité | Commentaire |
| ------------- | --------------------------------------------- | ------- | ------------ | ---------- | ------- | ----------- |
| Chengdu       | 12,16                                         | 成都    | 6            | 1 813 km²  | 6 700   |             |
| Mianyang      | 1,275                                         | 绵阳    |              | 259 km²    | 4 900   |             |
| Zigong        | 0,95                                          | 自贡    |              | 91 km²     | 10 500  |             |
| Panzhihua     | 0,87                                          | 攀枝花  |              | 117 km²    | 7 500   |             |
| Luzhou        | 0,85                                          | 泸州    |              | 117 km²    | 7 300   |             |
| Nanchong      | 0,785                                         | 南充    |              | 137 km²    | 7 500   |             |
| Leshan        | 0,69                                          | 乐山    |              | 78 km²     | 8 900   |             |
| Deyang        | 0,63                                          | 德阳    |              | 124 km²    | 5 100   |             |
| Yibin         | 0,61                                          | 宜宾    |              | 80 km²     | 7 600   |             |
| Suining       | 0,605                                         | 遂宁    |              | 163 km²    | 3 700   |             |
| Neijiang      | 0,545                                         | 内江    |              | 54 km²     | 10 000  |             |

## Économie

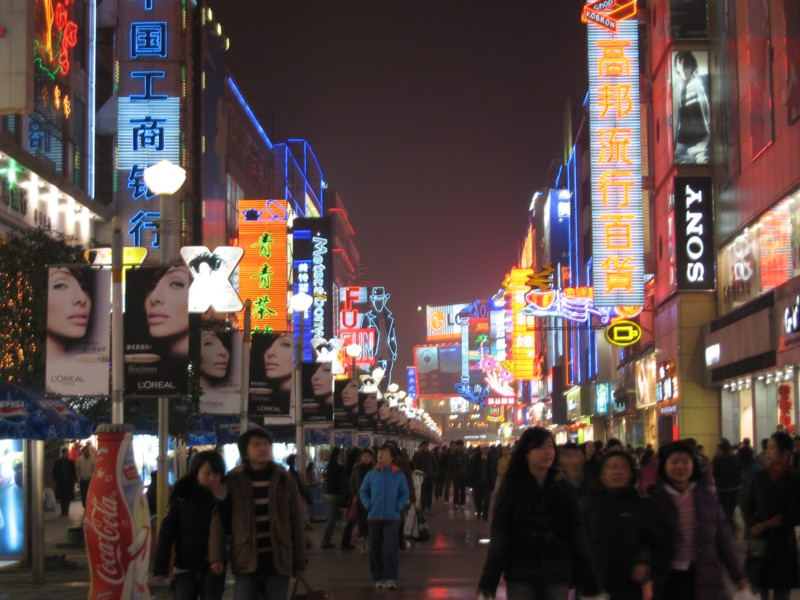
Rue Chunxi, rue piétonne de Chengdu, capitale du Sichuan.

Le Sichuan est connu depuis des siècles comme le « grenier à blé » de la Chine. Grâce à son climat et à un système d'irrigation millénaire mais encore efficace, le Sichuan est l'une des premières provinces chinoises en termes de production agricole. Les céréales, incluant le riz et le blé, restent la production principale et la plus rentable, ce qui a placé la Chine au 1er rang mondial des producteurs en 1999.
Les récoltes agricoles incluent les agrumes, la canne à sucre, la patate douce, la pêche et le raisin. Le Sichuan dispose aussi du plus large rendement de porc parmi toutes les provinces et le deuxième plus grand rendement de cocons de vers à soie en Chine durant l'année 1999.
Le Sichuan est également très riche en ressources minières, avec plus de 132 types de minéraux tels que le vanadium, le titane et le lithium qui sont les plus répandus en Chine. La région du Panxi possède à elle seule 13,3 % des réserves de fer, 93 % de titane, 69 % de vanadium et 83 % de cobalt du pays.
Le Sichuan est également producteur du poivre du Sichuan, utilisé dans différentes cuisines du monde. Il en existe trois variétés, le plus commun est noir, le vert est le plus réputé, alors que le rouge est le plus onéreux. Ces trois poivres poussent principalement sur le territoire du xian de Wenchuan.
Le centre spatial de Xichang, l'un des quatre de la Chine, est également situé dans le Sichuan.
Le Sichuan a aussi bénéficié du développement économique induit par le plus grand barrage du monde, construit en un temps record dans les années 1990 et avec des turbines Alstom, pour la production d'hydroélectricité, une des énergies renouvelables majeures de Chine.

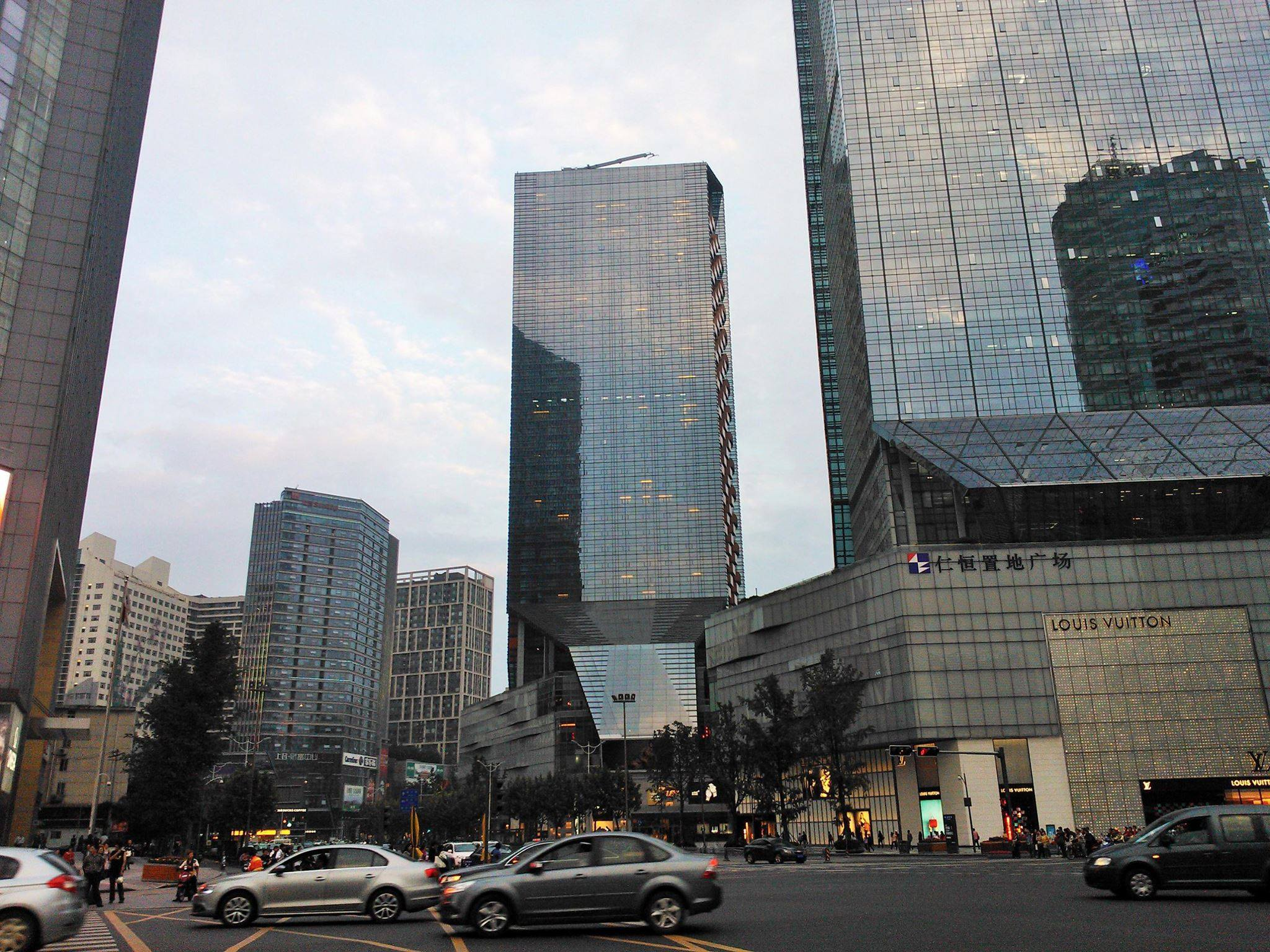
Hongzhaobi, route Renmin Sud, Chengdu.
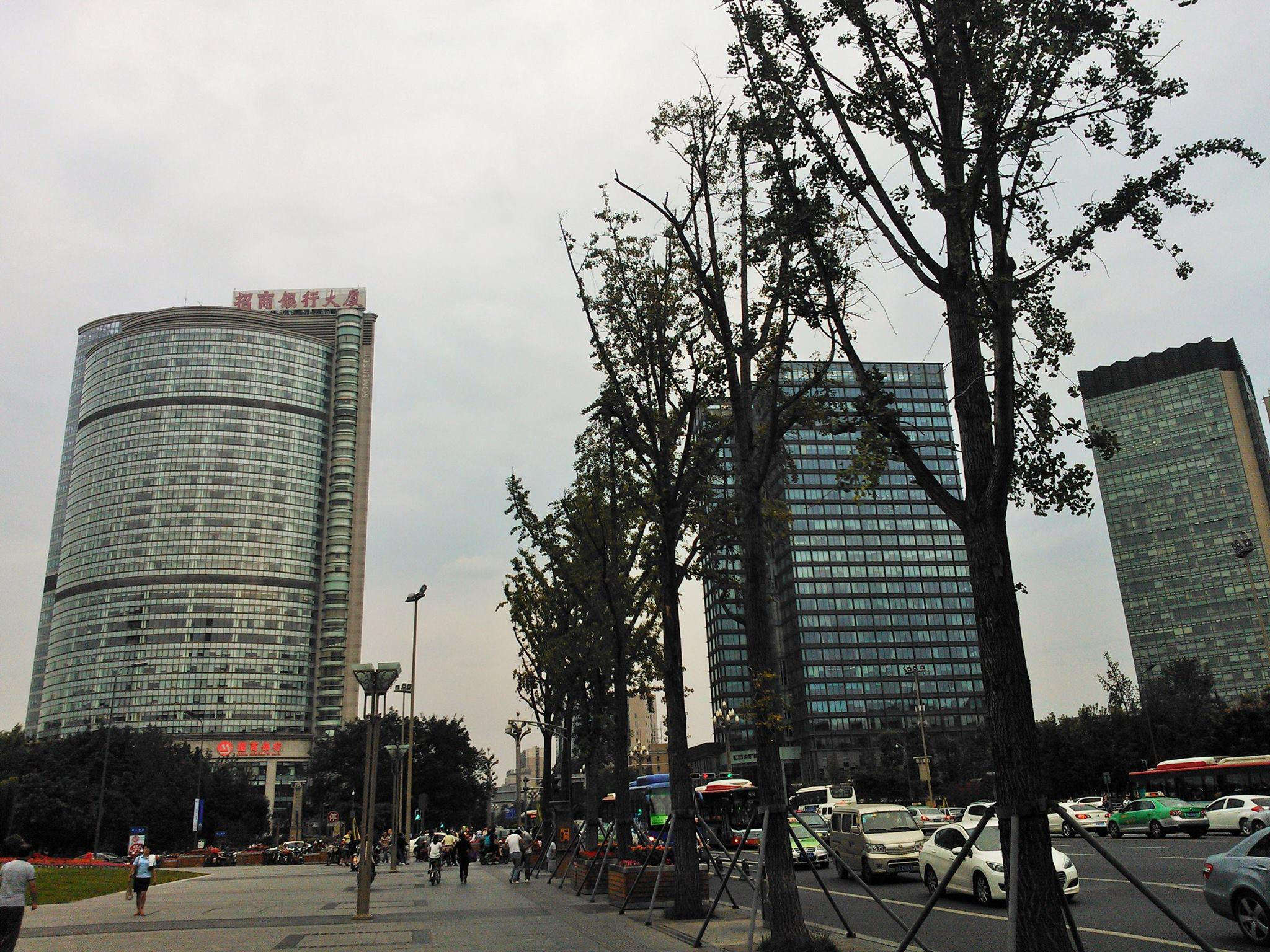
Route Renmin Sud, Chengdu.
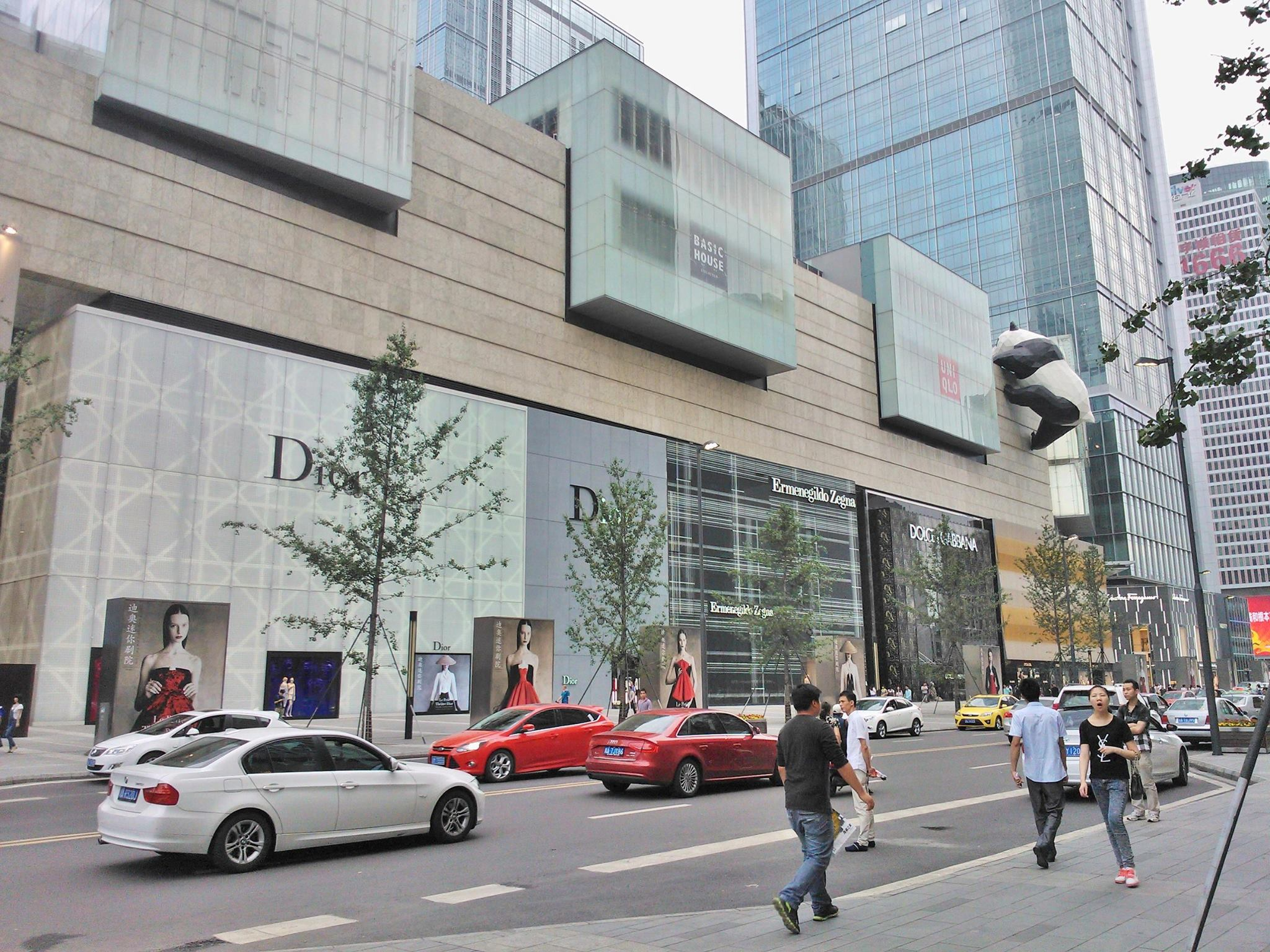
Route Hongxing, Chengdu.
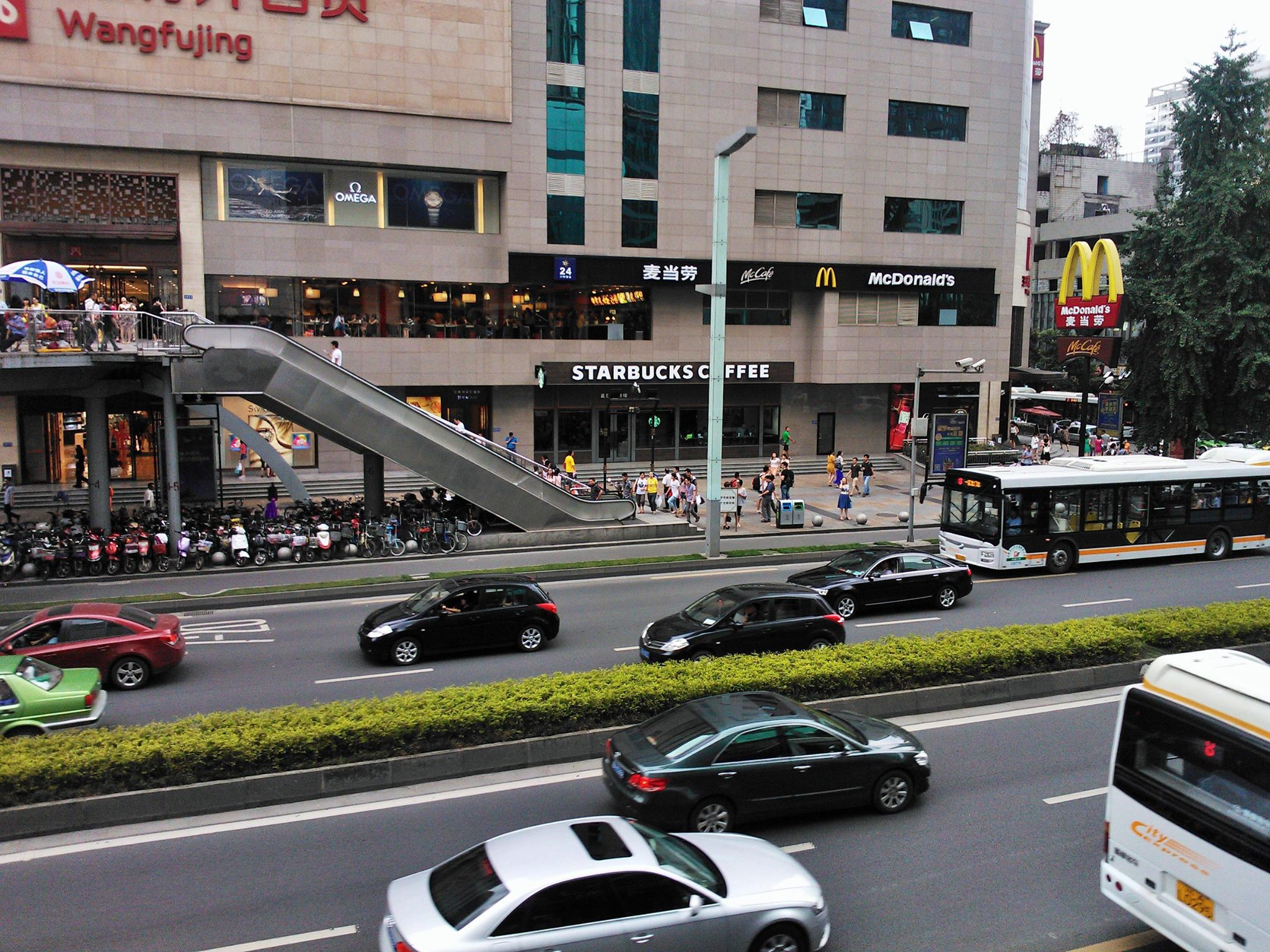
Route Zongfu, avenue Shudu, Chengdu.
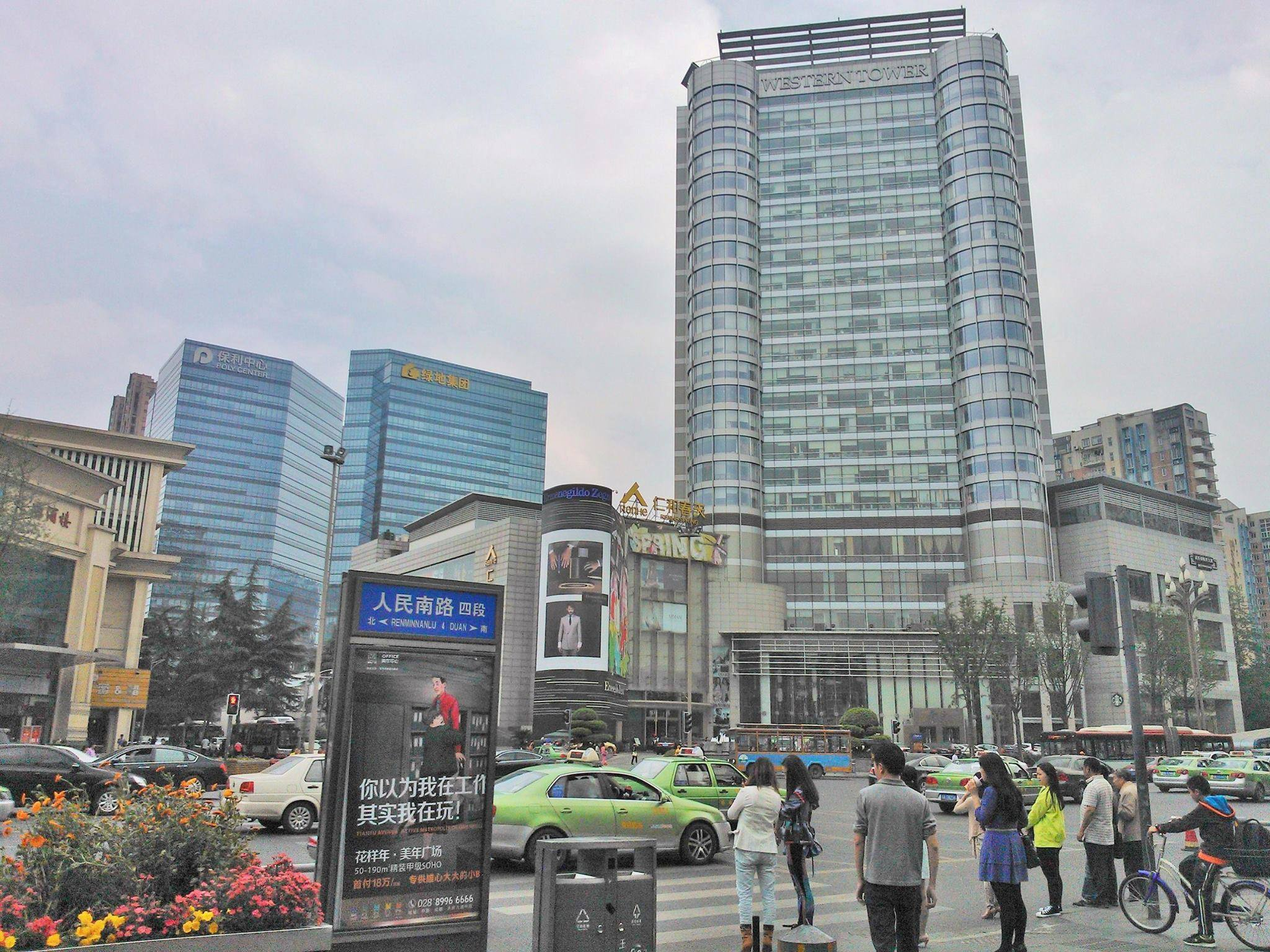
Pont de Nijia, route Renmin Sud, Chengdu.
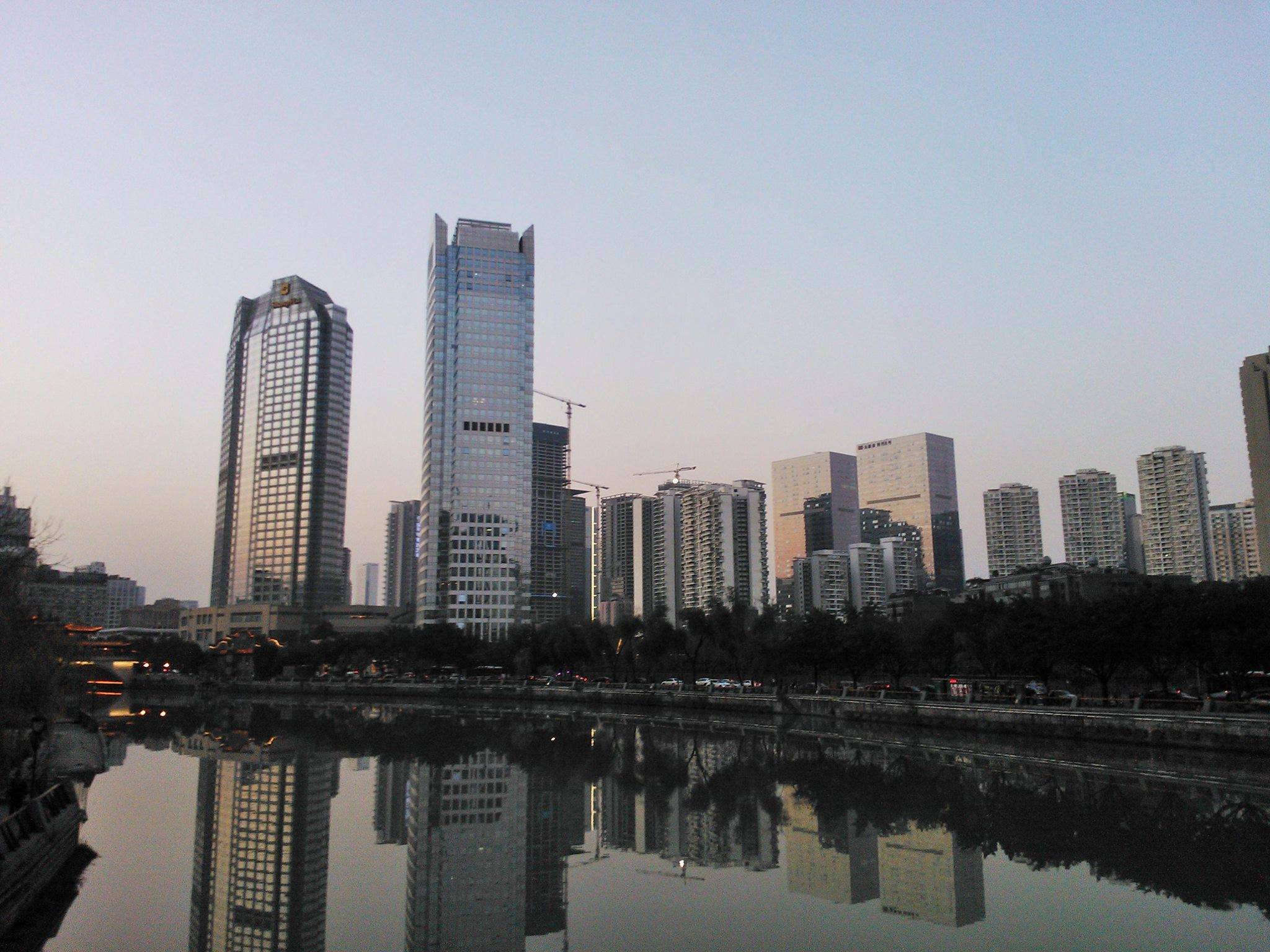
Rivière Jin, hôtel Shangri-la de Chengdu.

## Culture

### Langues
La majorité parle des variétés de mandarin appartenant au groupe mandarin du sud-ouest. De nombreuses autres langues sont également parlées, surtout par les minorités ethniques. On parle tibétain, rGyalrong et qiang dans les régions de dKar-mdzes et de rNga-bade dans l'ouest et nosu dans le sud-ouest. C'est aussi au Sichuan qu'on parle le plus le guiqiong et le horpa.

### Cuisine
L'art culinaire du Sichuan est réputé pour ses plats pimentés, on dit en chinois que c'est une cuisine mala (麻辣, sésame et piment). Les épices principalement utilisés et typiques de cette cuisine, sont le piment, le poivre du Sichuan, le sésame et les cacahuètes. Les deux plats les plus célèbres sont : la fondue du Sichuan, originaire de la municipalité de Chongqing, et le mapo doufu.

### Opéra
L'opéra du Sichuan (川剧 ou 川戏) comporte des aspects comiques et de l'acrobatie. Un personnage emblématique de cet opéra est Paerduo (耙耳朵, littéralement « Oreille râteau », terme venant du dialecte de Chongqing ou 趴耳朵 « oreille qui se couche à plat-ventre » dans le dialecte du Sichuan), un homme peureux de sa femme qui lui tire l'oreille pour le corriger. Ce personnage est très caricatural, mais est également représentatif du respect des maris pour leurs épouses dans le Sichuan et de leur oreille attentive.
Le Bianlian (chinois : 变脸 ; pinyin : biàn liǎn ; litt. « visage changeant ») est également une des grandes spécialités de l'opéra du Sichuan. Dans ce type de spectacle, le comédien possède un masque qui change en quelques fractions de seconde, et possède jusqu'à plusieurs dizaines de formes et couleurs différentes. Le jeu est basé sur l'effet de surprise lors du changement de masque.

## Tourisme
Le site touristique du mont Emei, non loin du lieu de naissance du célèbre poète de la dynastie Song Su Dongpo (alias Su Shi) est très connu pour le Grand Bouddha de Leshan.
Sites inscrits sur la liste du patrimoine mondial de l’UNESCO :
- Sculptures rupestres de Dazu,
- Huanglong,
- Vallée de Jiuzhaigou,
- Emei Shan, incluant le Grand Bouddha de Leshan,
- Qingcheng Shan et le Système d'irrigation de Dujiangyan,
- Sanctuaires du grand panda du Sichuan.
- Cour des fermages, et Palais Chuanwang du bourg de Xinchang, tous dans le xian de Dayi.

## Divers
- On y trouve des réserves de pandas géants.

## Transports

### Transport aérien
- Aéroport international de Chengdu-Shuangliu
- Aéroport international de Chengdu-Tianfu
- Aéroport de Panzhihua-Bao'anying

### Transport ferroviaire
- Gare de Chengdu ; gare de Chengdu-Est
- LGV Shanghai - Kunming
- Ligne Sichuan - Tibet

### Transports en commun
- Métro de Chengdu

## Jumelages
- État de Washington (États-Unis) depuis le 12 octobre 1982 ;
- Michigan (États-Unis) depuis le 9 novembre 1982 ;
- Préfecture de Hiroshima (Japon) depuis le 17 septembre 1984 ;
- Préfecture de Yamanashi (Japon) depuis le 18 juin 1985 ;
- Pyongan du Sud (Corée du Nord) depuis le 18 octobre 1985 ;
- Midi-Pyrénées (France) depuis le 9 juin 1987 ;
- Rhénanie-du-Nord-Westphalie (Allemagne) depuis le 7 juillet 1988 ;
- Leicestershire (Angleterre) depuis le 26 octobre 1988 ;
- Piémont (Italie) depuis le 27 février 1990 ;
- Pernambouc (Brésil) depuis le 31 juillet 1992 ;
- Tolna (Hongrie) depuis le 1er novembre 1993 ;
- Communauté valencienne (Espagne) depuis le 7 mars 1994 ;
- Région de Bruxelles-Capitale (Belgique) depuis le 13 avril 1995 ;
- État de Barinas (Venezuela) depuis le 14 juillet 2001 ;
- Oblys d'Almaty (Kazakhstan) depuis le 15 août 2001 ;
- Frise (Pays-Bas) depuis le 3 décembre 2001 ;
- Mpumalanga (Afrique du Sud) depuis le 16 octobre 2002 ;
- Jeolla du Sud (Corée du Sud) depuis 2004.

## Galerie

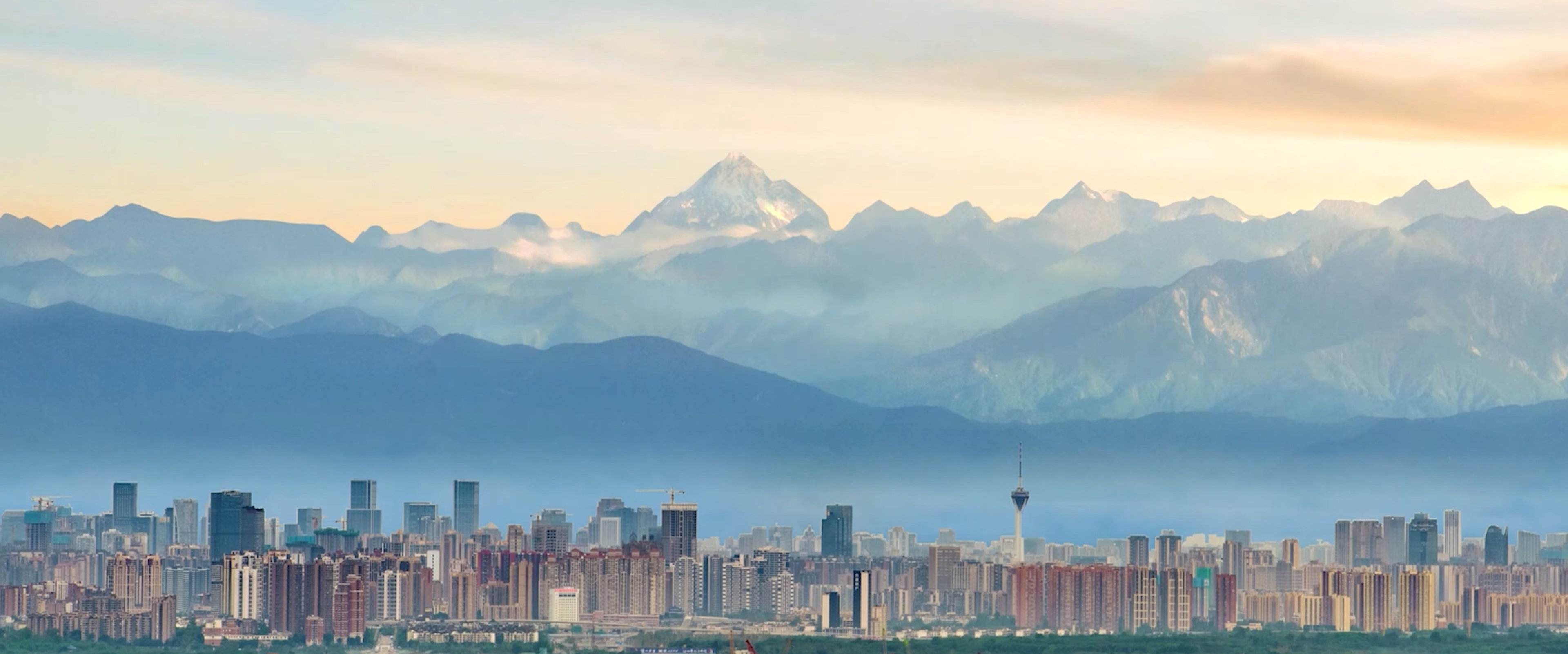
Panorama de Chengdu.
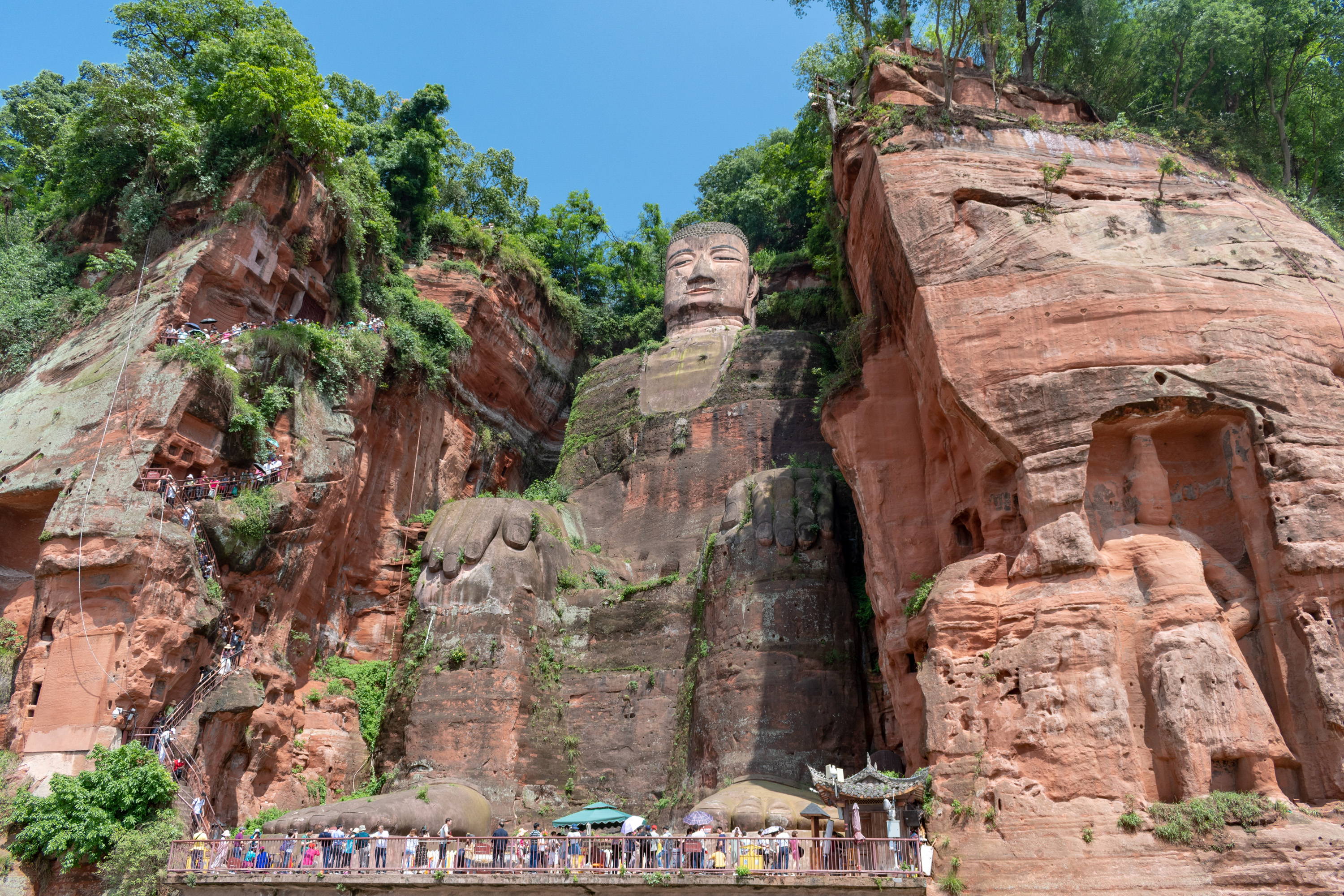
Grand Bouddha de Leshan.
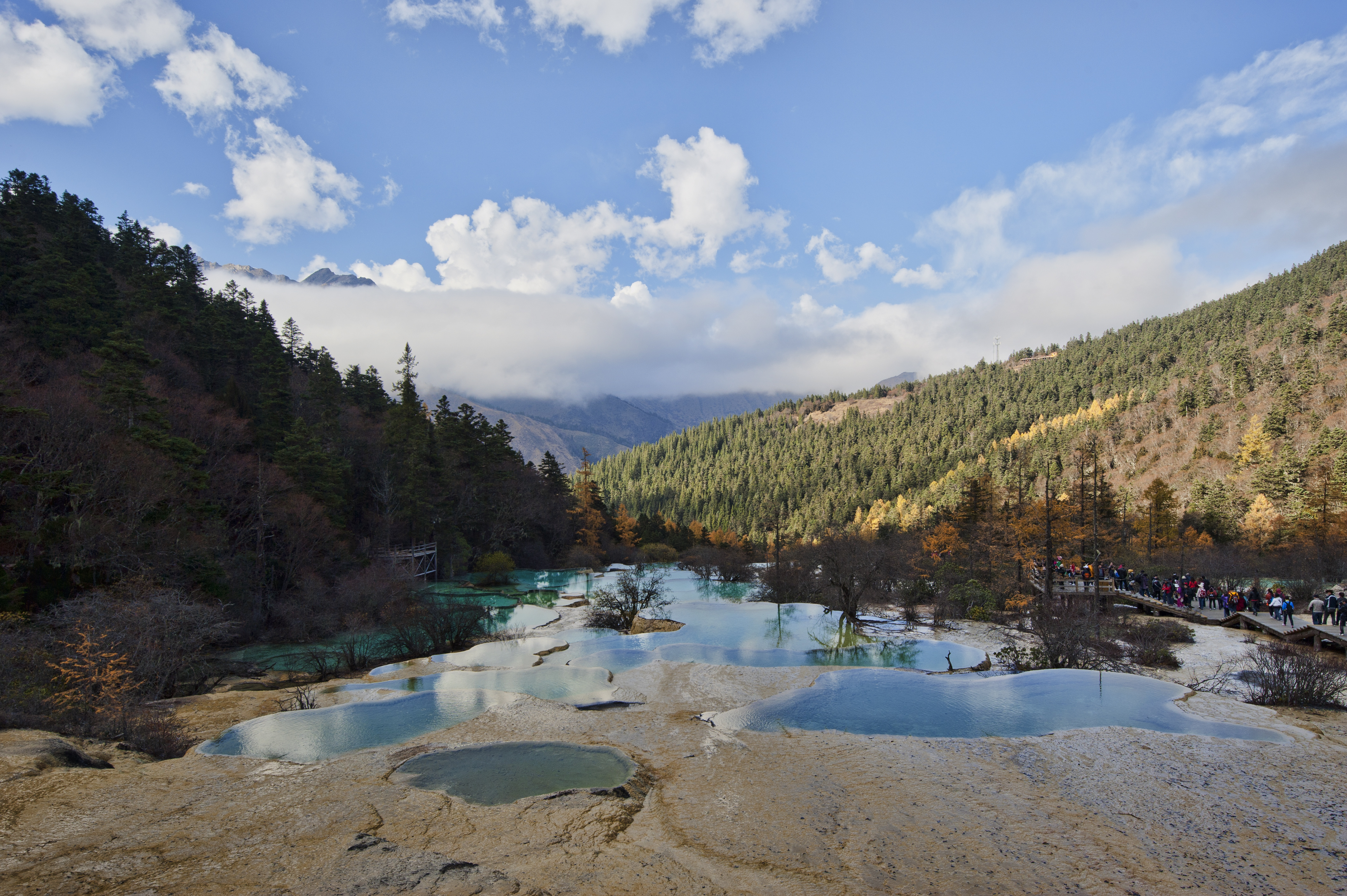
Paysage du Huanglong.
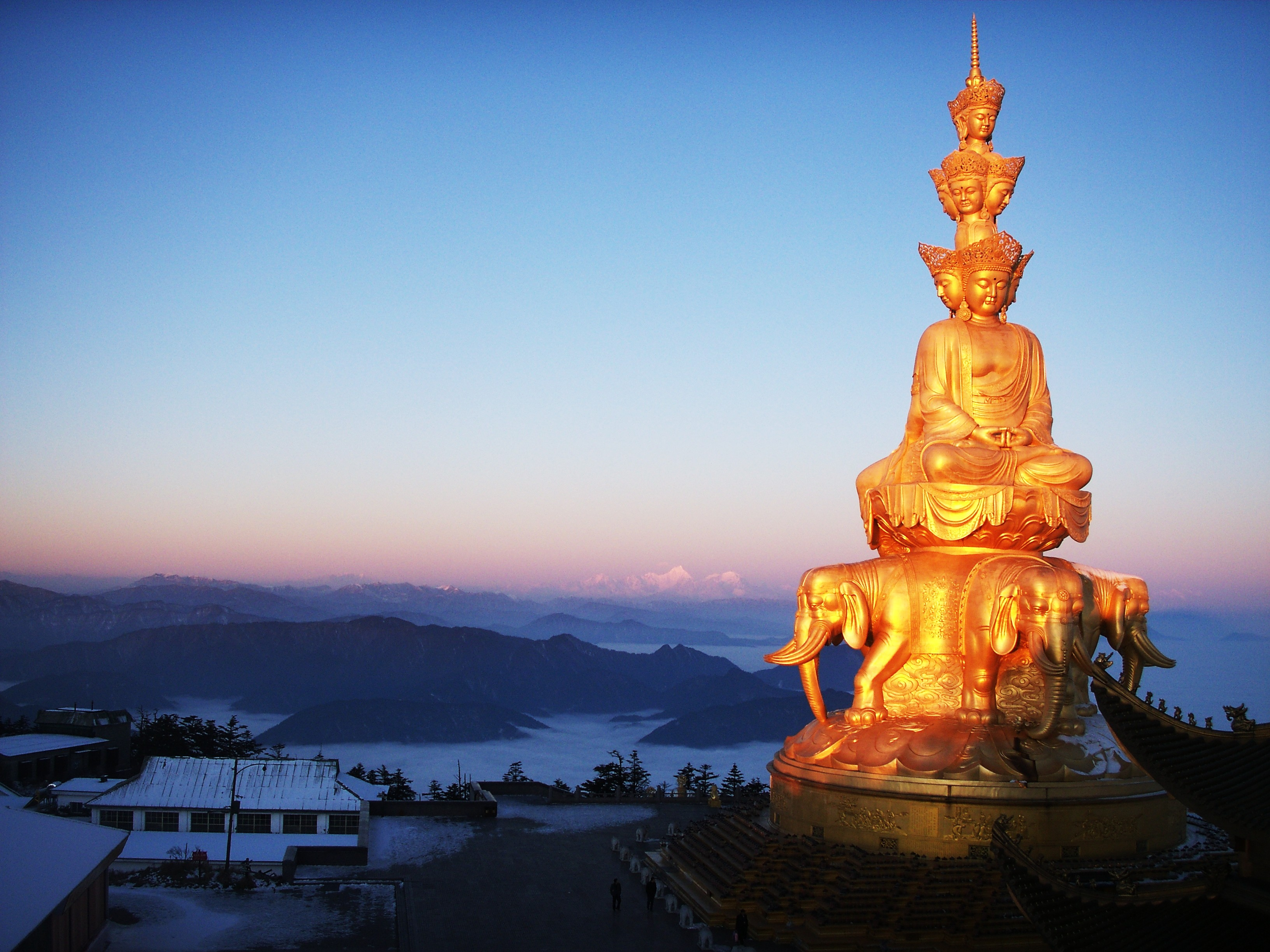
Lever de soleil sur le Mont Emei.
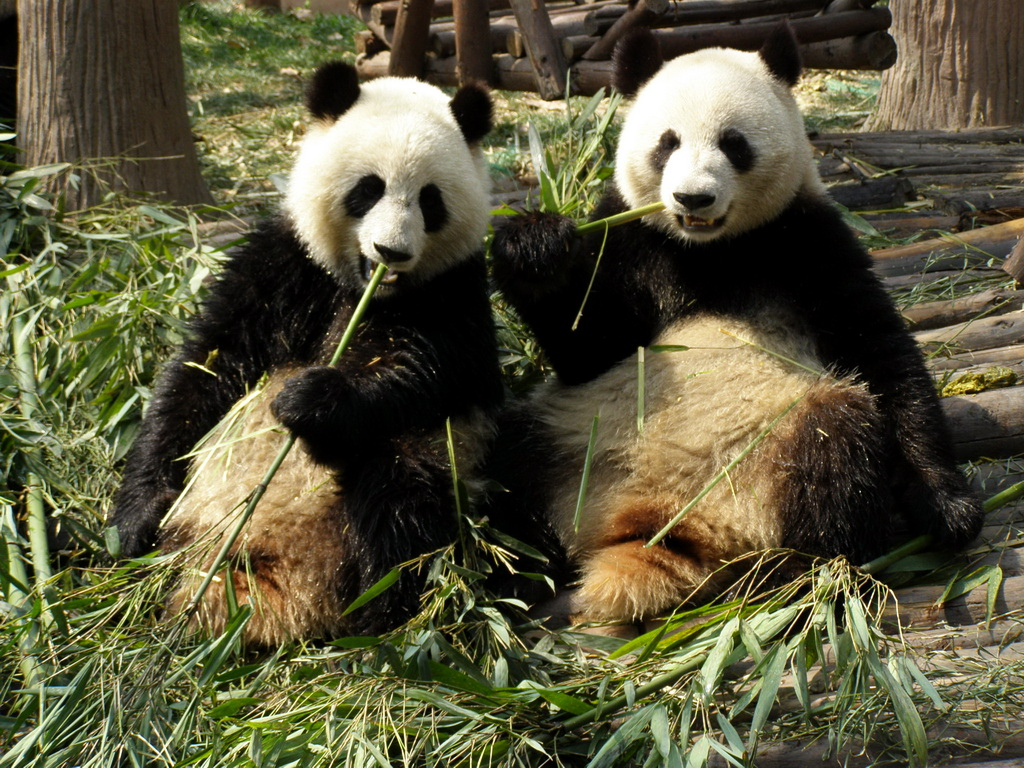
Pandas géants.